# Gunpei Yokoi
Gunpei Yokoi, também podendo ser escrito Gumpei Yokoi (横井 軍平 Yokoi Gunpei, 10 de setembro de 1941 — 4 de outubro de 1997) foi um designer da fabricante de videogame Nintendo, sendo uma das mais importantes figuras na história da companhia, sendo conhecido principalmente por ser o criador dos consoles portáteis Game Boy e Game & Watch, do direcional digital nos controles, e criador e produtor das séries de jogos chamadas Metroid e Kid Icarus. Nascido em Quioto, ele foi um produtor de tecnologias.

## Nintendo

### Brinquedos
A Nintendo, uma companhia com mais de 100 anos, já vendeu diferentes produtos, que variam de um baralho chamado Hanafuda no final do século XIX até os video games, dos tempos atuais. Yokoi começou a trabalhar na companhia em 1965,depois de se formar na faculdade de eletrônicos da Universidade de Doshiha e começou a trabalhar em uma linha de produções de cartas de Hanafuda.
Em 1970, Hiroshi Yamauchi, presidente da Nintendo naquela época chamou Yokoi e pediu-lhe que desenvolvesse algo para as compras de Natal. Yokoi entregou-lhe no outro dia um produto, apresentando a Yamauchi a Ultra Hand, um brinquedo que era um braço extensível designado para a diversão. A Ultra Hand foi um enorme sucesso vendendo 1,2 milhão de unidades. Yokoi desenvolveu também vários outros brinquedos, durante a era de brinquedos da Nintendo, incluindo o quebra-cabeça Ten Billion Barrel, uma máquina de arremessar bolas de basebol chamada Ultra Machine, um Love Tester. Outra invenção dele, com a colaboração de Masayuki Uemoura da Sharp, foi o conjunto do jogos com a Nintendo Gun, o Precursor da Nes Zapper.

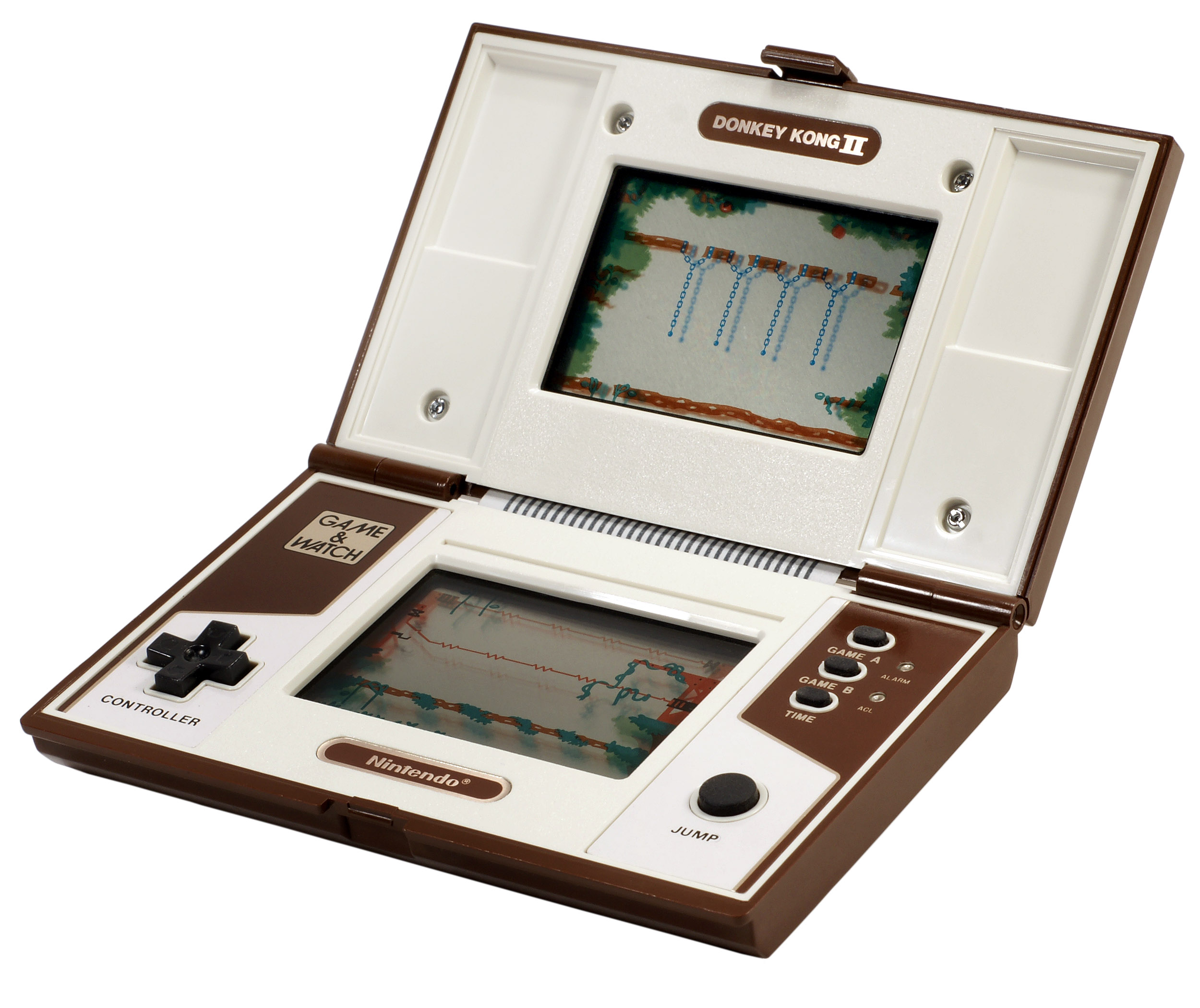
O Game & Watch

### Game & Watch
A Nintendo começou eventualmente a vender vídeo games, e Yamauchi pediu para Yokoi para fazer algo que mudasse os vídeo games. O resultado foi a popular série de portáteis da Nintendo, o Game & Watch. O Game & Watch era joguinhos individuais com aproximadamente o tamanho de um cartão de crédito, e tinha uma tela de cristal líquido. Alguns consideram a série de pequenos portáteis um protótipo do Game Boy, que foi lançado mais tarde e acabou sendo o maior projeto de Yokoi. A maioria desses joguinhos apresentava um botão direcional em cruz, que muitos chamam de D-Pad.

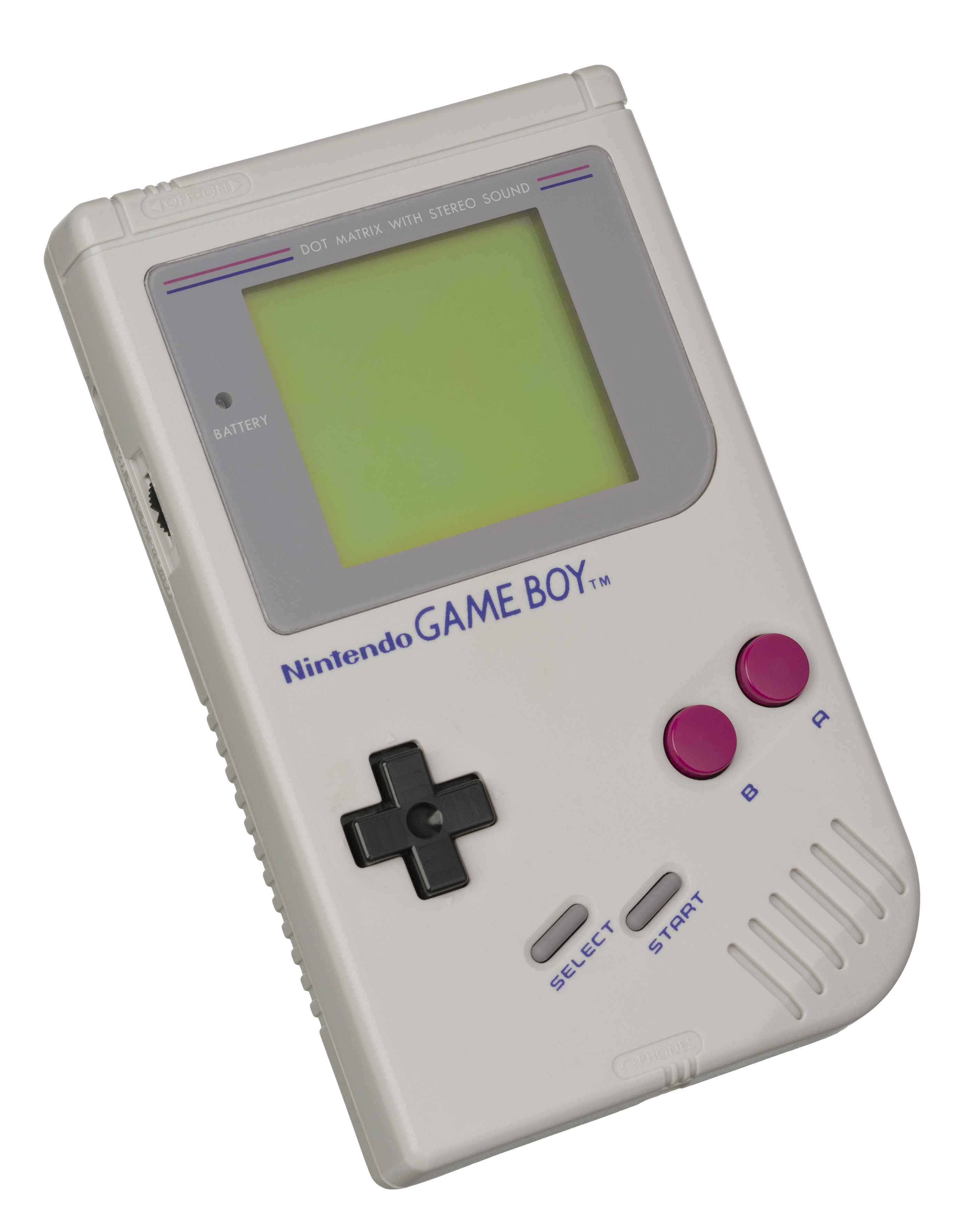
Yokoi foi responsável pelo desenvolvimento do Game Boy

A série Game & Watch teve 59 títulos entre 1980 e 1986. Vários jogos populares de fliperama foram transformados em títulos do Game & Watch, incluindo Donkey Kong e Super Mario Bros., que Yokoi ajudou a criar junto com Shigeru Miyamoto. Vários desses títulos de Game & Watch foram incluídos em uma larga série de games de compilação lançada em vários Game Boy, e incluía clássicos assim como versões reinventadas de Ball, Flagman, Oil Panic e Fire entre outros títulos. Estes são conhecidos como a série Game & Watch Gallery.

### Game Boy
Talvez o maior sucesso criado por Gunpei seja o videogame portátil Game Boy, em 1989.

### Virtual Boy

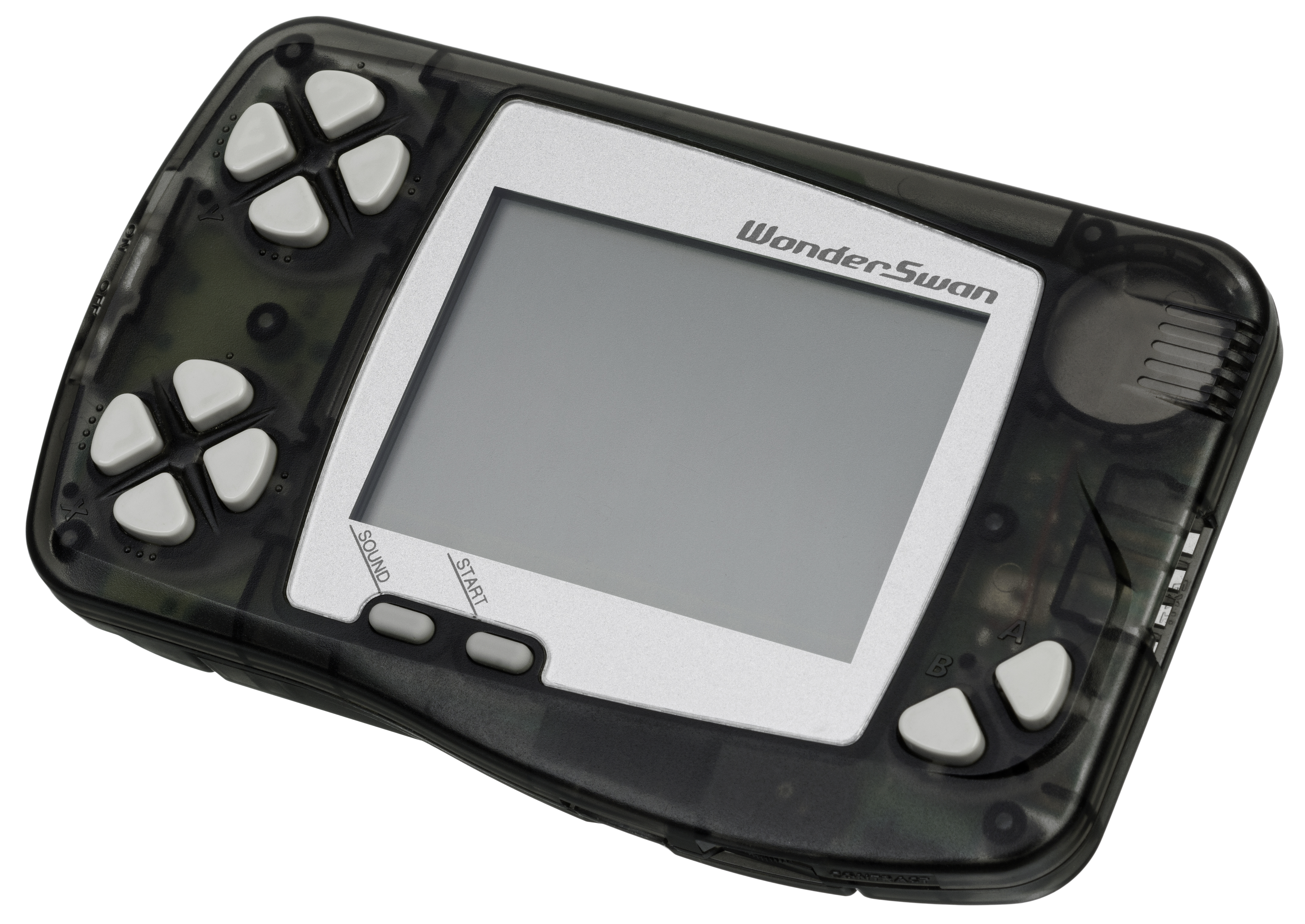
O WonderSwan

Um dos maiores fracassos da Nintendo, pelo fato do Video game portátil causar dor de cabeça, e atrapalhar o desenvolvimento dos olhos de crianças menores de 7 anos, sem falar que o número de jogos feitos para ele foram pouquíssimos. Apesar do processador dele ter 32 bits, um jogo para Super Nintendo, ou até Nintendo 8 bits podia ser considerado melhor do que um jogo de Virtual Boy. A Nintendo vendeu seu estoque por liquidação.

### WonderSwan
Após o fracasso do Virtual Boy, deixou a Nintendo em 15 de agosto de 1996, fundou sua própria companhia, a Koto e em parceria com a Bandai desenvolveu o WonderSwan.

## Morte
Em 4 de outubro de 1997, um ano depois do Virtual Boy (1996), Yokoi morreu em um acidente de automóvel.